# Buon Natale (Piccolo Coro dell'Antoniano)
Buon Natale è un album musicale contenente canzoni dedicate al Natale.

## Descrizione
Il lato A dell'album è composto da due tracce, ogni traccia è un mix di sei canzoni natalizie.
Il lato B riporta la versione strumentale delle tracce.
Interprete: Piccolo Coro dell'Antoniano diretto da Mariele Ventre. Orchestra e produzione G.B.Martelli.
Five Records S.r.l. - Distribuzione C.G.D. Messaggerie Musicali.
A.D. Cesare Priori - Grafica Ornella Scaperrotta - Illustrazione Vincenzo Jannuzzi.

## Tracce
1. Jingle Bells
2. Questo disco è per voi
3. Stille Nacht
4. Fra Martino campanaro
5. Messaggio di Pace
6. White Christmas
7. Il pranzo è servito
8. Piva Piva l'oli d'uliva
9. Il Natale del nonnino
10. Natale insieme
11. Oh! Tannenbaum
12. Aufwiedersen